# Hoholi
Hoholi (ukrainisch Гоголі; russisch Гоголи Gogoli) ist ein Dorf in der ukrainischen Oblast Chmelnyzkyj mit etwa 400 Einwohnern (2001).
Die 1652 erstmals schriftlich erwähnte Ortschaft liegt 66 km südöstlich vom Oblastzentrum Chmelnyzkyj und etwa 25 km nordöstlich vom ehemaligen Rajonzentrum Winkiwzi.
Benannt ist das Dorf nach dem Hetman der rechtsufrigen Ukraine Ostap Hohol, der hier Anfang des 17. Jahrhunderts, damals lag das Dorf in der polnischen Woiwodschaft Podolien, zur Welt kam.
Am 12. Juni 2020 wurde das Dorf ein Teil der neugegründeten Siedlungsgemeinde Winkiwzi, bis dahin ein Teil der Landratsgemeinde Schenyschkiwzi (Женишковецька сільська рада/Schenykowezka silska rada) im Norden des Rajons Winkiwzi.
Am 17. Juli 2020 kam es im Zuge einer großen Rajonsreform zum Anschluss des Rajonsgebietes an den Rajon Chmelnyzkyj.